# 三氯化铱
三氯化铱是一种无机化合物，化学式为IrCl3，存在无水物和三水合物。无水的三氯化铱相对少见，为暗绿色固体，但其水合物可用于制备其他铱化合物。

## 制备
铱以六氯合铱(IV)酸铵(NH4)2[IrCl6]的形式从铂系元素里分离出来，它经氢气流还原，得到海绵状的金属铱，它再和氯气在300-400 °C下反应，生成三氯化铱。它的结构与三氯化铑一样，具有AlCl3结构。 
通过将水合氧化铱(III)与盐酸共热，可以结晶出三氯化铱的水合物。

## 用途
在工业上，大多数铱配合物是以常见的六氯铱酸铵或氯铱酸（H2IrCl6）为原料来制备的。
在实验室中也可以使用水合三氯化铱来制备其他铱化合物，例如三(四氢噻吩)三氯化铱、羰基二(三苯基膦)氯化铱，trans-[IrCl(CO)(PPh3)2]等。它也可以用于制备铱的烯烃配合物，例如环辛二烯氯化铱二聚体 和二(环辛烯)氯化铱二聚体，它们可由三氯化铱和相应的烯烃在乙醇水溶液中加热反应制得。

## 安全
三氯化铱未列在危险物质指令的附件I中，但通常归为刺激性物质（R36/37/38：刺激眼睛，呼吸系统和皮肤）一类中。它在有毒物质控制法案（TSCA）的清单中被列出。